# Projekt RSD59
Das Projekt RSD59 beschreibt einen russischen Küstenmotorschiffstyp.

## Geschichte
Der Schiffstyp wurde von Marine Engineering Bureau in Sankt Petersburg entworfen. Er basiert auf dem ebenfalls von Marine Engineering Bureau entworfenen Schiffstyp des Projekts RSD49 mit ähnlichen Abmessungen. Die Schiffe sind für die Fahrt auf Küstengewässern und den russischen Binnengewässern konzipiert. Ihre Abmessungen entsprechen den Begrenzungen des Wolga-Don-Kanals (Volga-Don-Max).
Zunächst waren zehn Schiffe des Typs bestellt, von denen jeweils fünf auf den Werften Nevsky Shipyard und Krasnoye Sormovo Shipyard gebaut werden sollten. Die Bauverträge mit den beiden Werften wurden im Dezember 2016 geschlossen. Vier weitere Schiffe wurden im November 2018 bei der Werft Krasnoye Sormovo Shipyard bestellt. Alle vier Schiffe sollen 2019 abgeliefert werden. Im Januar 2019 wurden noch einmal weitere elf Einheiten bei der Werft Krasnoye Sormovo Shipyard bestellt, die bis Ende 2021 abgeliefert werden sollen. Der Baubeginn der Schiffe erfolgte mit dem ersten Stahlschnitt am 27. März 2017.
Besteller der Schiffe ist die State Transport Leasing Company (STLC), betrieben werden sie von Pola Rise. Bereedert werden die Schiffe vom in Sankt Petersburg ansässigen Unternehmen INOK TM.

## Beschreibung
Der Antrieb der Schiffe erfolgt durch zwei Dieselmotoren mit jeweils 1200 kW Leistung. Die Motoren wirken auf zwei Ruderpropeller. Die Schiffe erreichen eine Geschwindigkeit von rund 10 kn. Sie sind mit einem Bugstrahlruder mit 230 kW Leistung ausgestattet.
Für die Stromerzeugung stehen zwei Dieselgeneratoren mit jeweils 332 kW Leistung sowie ein Notgenerator mit 90 kW Leistung zur Verfügung.
Die Schiffe verfügen über zwei boxenförmige Laderäume. Der vordere Laderaum ist 27,03 Meter, der hintere 77,35 Meter lang. Beide Räume sind 12,25 Meter breit und 9,0 Meter hoch. Die Laderäume werden mit 15 Stapellukendeckeln verschlossen, die mit einem Lukenwagen bewegt werden können. Der Rauminhalt der Laderäume beträgt 11.400 m³. Die Tankdecke kann mit 12 t/m² belastet werden. Die Schiffe sind mit fünf Schotten ausgerüstet.
Die Schiffe können 248 TEU laden. In den Laderäumen ist Platz für 192 TEU (vier 20-Fuß-Container hintereinander in Laderaum 1 und zwölf 20-Fuß-Container hintereinander in Laderaum 2 sowie jeweils vier Container nebeneinander und drei übereinander), an Deck können 56 TEU in einer Lage (drei 20-Fuß-Container hintereinander auf Luke 1 und elf 20-Fuß-Container hintereinander auf Luke 1 sowie jeweils vier Container nebeneinander) geladen werden.
Durch Anpassungen des Designs und einer Erhöhung des Tiefgangs wurde die Tragfähigkeit der Schiffe im Laufe der Bauphase um rund 465 t (von 7679 auf 8144 t) erhöht.
Das flache Deckshaus befindet sich im Heckbereich der Schiffe. Zur Unterquerung von Brücken können die Masten der Schiffe geklappt werden. Hinter dem Deckshaus befindet sich ein Freifallrettungsboot. Die Schiffe werden von einer zehn- bis elfköpfigen Besatzung gefahren. An Bord ist Platz für insgesamt 14 Personen. Die Schiffe können 20 Tage auf See bleiben.
Der Rumpf der Schiffe ist eisverstärkt (russische Eisklasse „Ice2“).

## Schiffe (Auswahl)
| Projekt RSD59 | Projekt RSD59                   | Projekt RSD59 | Projekt RSD59                                         | Projekt RSD59              |
| Bauname       | Bauwerft Baunummer              | IMO- Nummer   | Kiellegung Stapellauf Ablieferung                     | Umbenennungen und Verbleib |
| ------------- | ------------------------------- | ------------- | ----------------------------------------------------- | -------------------------- |
| Pola Makaria  | Krasnoye Sormovo Shipyard 06001 | 9849423       | 5. September 2017 20. April 2018 24. Mai 2018         |                            |
| Pola Filofia  | Krasnoye Sormovo Shipyard 06002 | 9849435       | 19. September 2017 8. Juni 2018 5. Juli 2018          |                            |
| Pola Sofia    | Krasnoye Sormovo Shipyard 06003 | 9849459       | 25. September 2017 12. Juli 2018 8. August 2018       |                            |
| Pola Feodosia | Krasnoye Sormovo Shipyard 06004 | 9849461       | 20. Dezember 2017 17. August 2018 14. September 2018  |                            |
| Pola Fiva     | Krasnoye Sormovo Shipyard 06005 | 9849473       | 25. Dezember 2017 21. September 2018 15. Oktober 2018 |                            |
| Pola Anatolia | Nevsky Shipyard 591             | 9851103       | 18. Mai 2017 5. Juli 2018 18. Dezember 2018           |                            |
| Pola Anfisa   | Nevsky Shipyard 592             | 9851115       | 25. Mai 2017 13. November 2018 Mai 2019               |                            |
| Pola Gali     | Nevsky Shipyard 593             | 9851127       | 2017 1. April 2019 24. Februar 2021                   |                            |
| Pola Kallista | Nevsky Shipyard 594             | 9851139       | 22. Dezember 2017 19. Dezember 2023                   | in Fahrt als M. T. Efremov |
| Pola Kirena   | Nevsky Shipyard 595             | ?             | 2. Juli 2018                                          |                            |
| Idel 1        | Krasnoye Sormovo Shipyard 06006 | 9873096       | 25. September 2018 21. Februar 2019 16. Mai 2019      |                            |
| Idel 2        | Krasnoye Sormovo Shipyard 06007 | 9873101       | 27. November 2018 5. April 2019 5. Juni 2019          |                            |
| Idel 3        | Krasnoye Sormovo Shipyard 06008 | 9873113       | 14. Dezember 2018 14. Mai 2019 5. Juli 2019           |                            |
| Andrey Zuev   | Krasnoye Sormovo Shipyard 06009 | 9873125       | 28. Februar 2019 21. Juni 2019 22. Juli 2019          |                            |

Die Schiffe fahren unter der Flagge Russlands. Heimathafen ist Sankt Petersburg.